# TI-Nspire
TI-Nspire er en serie af grafiske lommeregnere, som blev lanceret af det amerikanske firma Texas Instruments (TI) i perioden 2007-10. Siden 2011 sælges TI-Nspire CAS også som software til Windows og macOS.

## Beskrivelse

### Håndholdt version
I modsætning til grafregnere i TI-92-serien har TI-Nspire ikke QWERTY-tastatur. Flere lommeregnere i serien har dog noget ligende, idet tasterne blot er placeret i alfabetisk rækkefølge. TI-Nspire har en mini-USB forbindelse til at overføre data. Nogle grafregnere i serien har Computer Algebra System (CAS); se fig. 1 & 2. Andre grafregnere i serien har ikke CAS (se fig. 4).
Serien TI-Nspire anvender et andet styresystem, end TI’s tidligere lommeregnere gør. TI-Nspire rummer en file-manager, som lader ejeren oprette og redigere dokumenter.
Den oprindelige TI-Nspire var sammenlignelig med TI-84 Plus, hvad angik features og funktionalitet.

### TI-Nspire CAS
TI-Nspire CAS kan også beregne differentialkvotienter og stamfunktioner. TI-Nspire CAS har mere til fælles med TI-89 Titanium og Voyage 200 end med andre TI-lommeregnere.

### TI-Nspire Touchpad
Den 8. marts 2010 lancerede TI to nye modeller af den grafiske lommeregner: TI-Nspire Touchpad og TI-Nspire CAS Touchpad. Den indbyggede touchpad anvendes til at navigere på lommeregnernes displays. Disse modellers displays er sort-og-hvid i modsætning til tidligere TI-lommeregnere, hvis displays er sort og grå. Anden generation af disse lommeregnere har farve-display.

### TI-Nspire CX og TI-Nspire CX CAS
I 2011 sendte TI nyere versioner på markedet. Begge lommeregnere er tyndere end TI’s foregående lommeregnere, idet begge lommeregnere er 1,57 cm tykke, hvilket er halvt så meget som TI-89. Begge lommeregnere har farve-display og OS 3.0 der inkluderer tegning af 3D-grafer.

### Software-version og styresystemer
Siden 2011 har Texas Instruments solgt software-versionen TI-Nspire CX CAS (se fig. 3). I 2019 blev version 5.0.0 lanceret. Softwaren findes til flere styresystemer, deriblandt:
- Microsoft Windows
- Apple macOS
- Android

### Software til grafregneren
TI forsyner deres TI-Nspire-lommeregnere med forskellige typer software. Der findes både non-CAS version og CAS version af softwaren. Software til TI-Nspire gør det muligt for elever at distribuere indtastninger og resultater med hinanden og med deres lærere. Endvidere rummer softwaren mulighed for at bruge en emuleret version af TI-Nspire. Som tilbehør til TI-Nspire medfølger et kabel, så lommeregneren kan forbindes til en computer.

## TI-Nspire CAS har flere features (uddrag)
- Både lommeregneren TI-Nspire CX CAS og software-versionen rummer kommandoen solve(...)[4] eller nsolve(...) der løser ligninger.[5]
- Chi i anden-test[6][7]
- Beregne differentialkvotient, beregne stamfunktion, foretage regressioner bl.a. Se flere kommandoer her:[8]
- TI-Nspire CX CAS har indbyggede programmer til at foretage vektorregning.[9]
- Kommandoen deSolve(...)[10] eller desolve(...)[11] gør TI-Nspire CAS i stand til at løse første ordens[12] differentialligninger algebraisk[13] (se tabel nedenfor).
- TI-Nspire CX CAS kan løse differentialligninger grafisk.[14]

## TI-Nspire i undervisning

### Danmark
TI-Nspire har siden 2010'erne været nævnt på undervisningsministeriets hjemmeside; også Danske Science Gymnasiers hjemmeside omtaler CAS-værktøjet. Der er lavet en række videoer og en hjemmeside med tips til TI-NSpire CAS. Der findes endda en dansk brugermanual til software-versionen på TI's hjemmeside.
Flere universiteter har nævnt TI-Nspire på deres hjemmesider: KU, AU, AAU, SDU & RUC

### Udlandet
Der findes manualer og brugervejledninger om TI-Nspire på nogle af USA's universiteters hjemmesider.
TI-Nspire er nævnt på flere tyske universiteters hjemmesider. CAS-værktøjet finder også anvendelse i Australien.

## Håndholdt TI-NSpire CX CAS er en af flere serier grafregnere med CAS
| Serier af CAS-grafregnere solgt siden 1995 | Serier af CAS-grafregnere solgt siden 1995 | Serier af CAS-grafregnere solgt siden 1995 | Serier af CAS-grafregnere solgt siden 1995 |
| Seriens navn | Solgt i perioden                           | Features og enkelte kommandoer | Uddybning, eksempler og printscreens |
| --- | ------------------------------------------ | --- | --- |
| TI-92 med QWERTY-tastatur - TI-92 Plus findes også som online emulator - Der findes dansk manual til TI-92 Plus - TI-92 Plus har samme features som TI-89 | 1995 - 2013                                | - Tegne funktioners grafer, såvel 2D som 3D samt polære grafer og parameterfremstillinger. - Vise tabel for indtastede funktioner (se den øverste illustration). - TI-92 kan tegne cirkler. - PrettyPrint (ligesom equation editor og LaTeX) - Symbolsk visning af {\displaystyle \pi } og {\displaystyle e} samt {\displaystyle \infty } og {\displaystyle i} og kan sådan regne med komplekse tal (se den midterste illustration). - Beregne trigonometriske værdier eksakt, eksempelvis: {\displaystyle sin(60^{\circ })={\surd 3 \over 2}} og også det tilnærmede resultat {\displaystyle sin(60^{\circ })\approx 0,866025} - Beregne største fælles divisor, eng. greatest common divisor (gcd) - Beregne mindste fælles multiplum, eng. least common multiple (lcm) - Lineær regression LinReg tilnærmer data til lineær funktion - Ang. sandsynlighedsregning kan TI-92 beregne fakultet, antal permutationer og antal kombinationer - Faktorisere polynomium med kommandoen: factor(polynomium) ; et polynomium med komplekse rødder faktoriserer TI-92 med kommandoen cfactor( (se den nederste illustration). - Løse ligning med kommandoen: solve(ligning,{\displaystyle x}) eller csolve( (se den nederste illustration). - Beregne diffferentialkvotient med kommandoen: d(funktion,{\displaystyle x}) (se den nederste illustration). - Beregne stamfuntion med kommandoen: ∫(funktion,{\displaystyle x}) (se den nederste illustration). - Beregne bestemt integral med kommandoen: ∫(funktion,{\displaystyle x},{\displaystyle a},{\displaystyle b}) - Beregne determinant det( - Foretage matrix-beregninger og -manipulation | {\displaystyle y1=\ln(x)} |
| TI-89 uden QWERTY-tastatur - TI-89 Titanium findes også som online simulator - Der findes dansk manual til TI-89                                          | 1998 - 2004                                | Samme som TI-92 foruden: - Foruden eksakt solver (se ovenfor) har TI-89 også numerisk solver: nsolve( - Mulighed for programmering - TI-89 kan skrive såvel latinske som græske bogstaver - Regne med titalsystemet og det binære talsystem og det hexadecimale talsystem - hyperbolske trigonometriske funktioner - Beregne Taylorpolynomier - Foretage Chi-i-anden-test - Foretage vektorregning - Beregne grænseværdier - Ang. statistik kan TI-89 tegne histogram og beregne forskellige regressionstyper: - QuadReg tilnærmer data til andengradspolynoium - Kubisk regression CubicReg tilnærmer data til tredjegradspolynomium - QuartReg tilnærmer data til fjerdegradspolynoium - Eksponentiel regression ExpReg tilnærmer data til eksponentiel funktion - Logaritmisk regression LnReg tilnærmer data til logaritmisk funktion - PowerReg tilnærmer data til potensfunktion - Logistisk regression Logistic tilnærmer data til logistisk vækst - SinReg tilnærmer data til {\displaystyle y=a\cdot \sin(b\cdot x+c)+d} - Ang. sandsynlighedsregning kan TI-89 foretage beregninger for binominalfordeling og normalfordeling - Beregne sumrække (summation) {\displaystyle \Sigma (} og produkt {\displaystyle \Pi (} - Beregne vektorprodukt crossP( - Regne med SI-enheder ved at taste underscore _ - TI-89 har en række fysiske konstanter indbygget, f.eks. Plancks kontant og coulombkonstanten - Løse første ordens og anden ordens differentialligninger såvel algebraisk som grafisk ved at tegne linjeelementer og integralkurver (se de to illustrationer)                                                               | |
| TI-Nspire CX CAS uden QWERTY-tastatur | siden 2011                                 | Samme som TI-89 foruden: - Touchpad - Farveskærm - Findes også som CAS-software til Windows og macOS | Kommando løser differentialligning algebraisk: deSolve({\displaystyle y'=b\cdot y-a} ,{\displaystyle x},{\displaystyle y}) kommandoen gælder også for TI-92 Plus og Voyage 200 samt for TI-89 |